# Талел, Вильберфорс
Вильберфорс Талел — кенийский легкоатлет, который специализировался в беге на длинные дистанции. Чемпион мира по кроссу в командном зачёте в 2000 и 2002 годах. Победитель Игр Содружества 2002 года в беге на 10 000 метров с рекордом игр — 27.45,39. Занял 6-е место на чемпионате мира 2003 года на дистанции 10 000 метров.
На Венском марафоне 2007 года занял 7-е место с личным рекордом 2:13.35.